# Kampf um Bazeilles

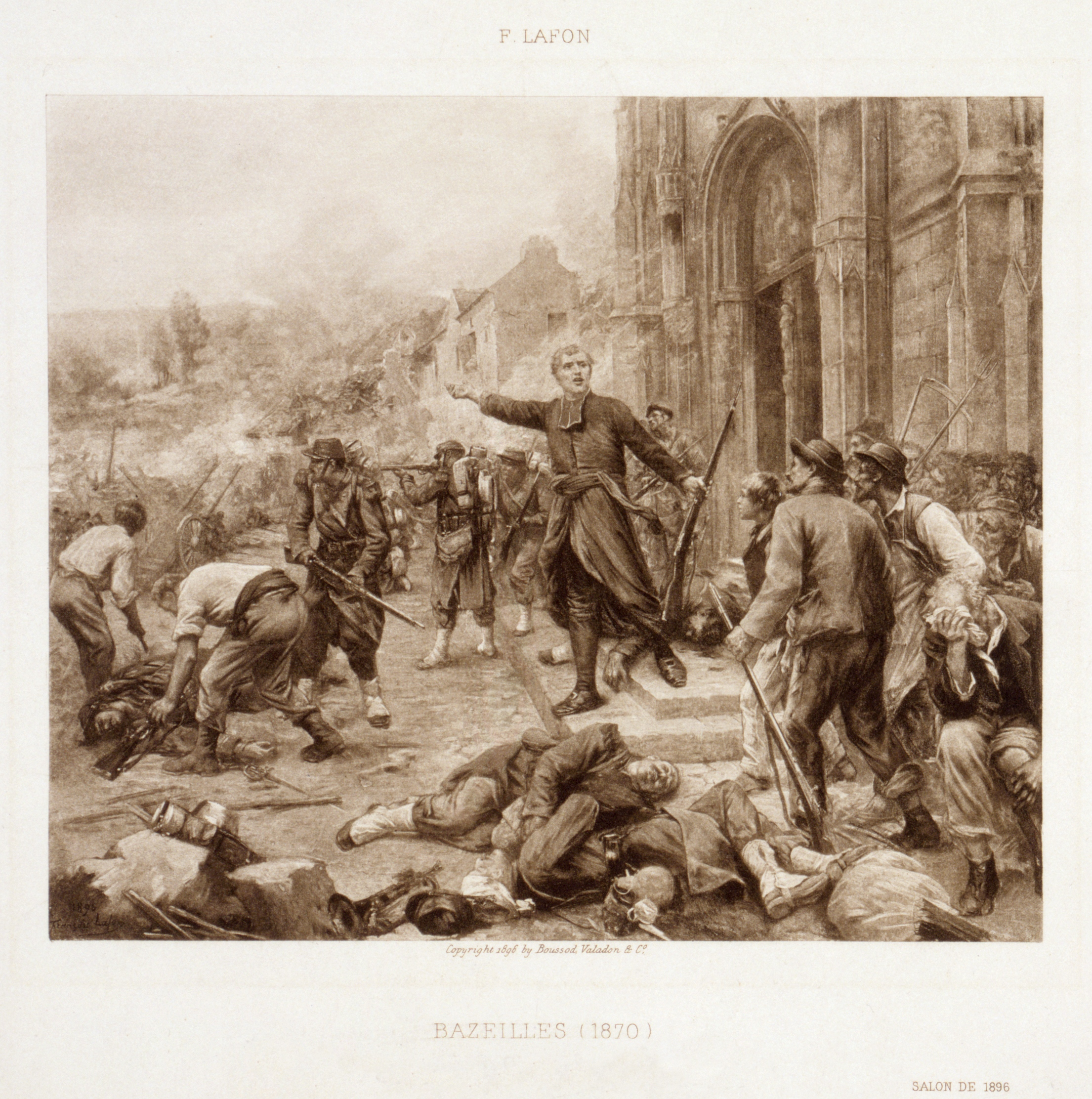
Bazeilles (1870), François Lafon (nicht zeitgenössische Darstellung)

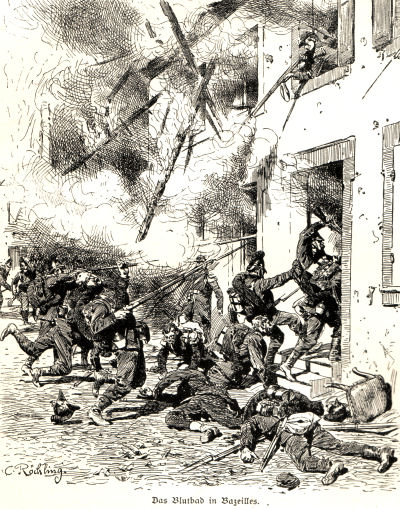
Das Blutbad in Bazeilles, Carl Röchling (nicht zeitgenössische Darstellung)

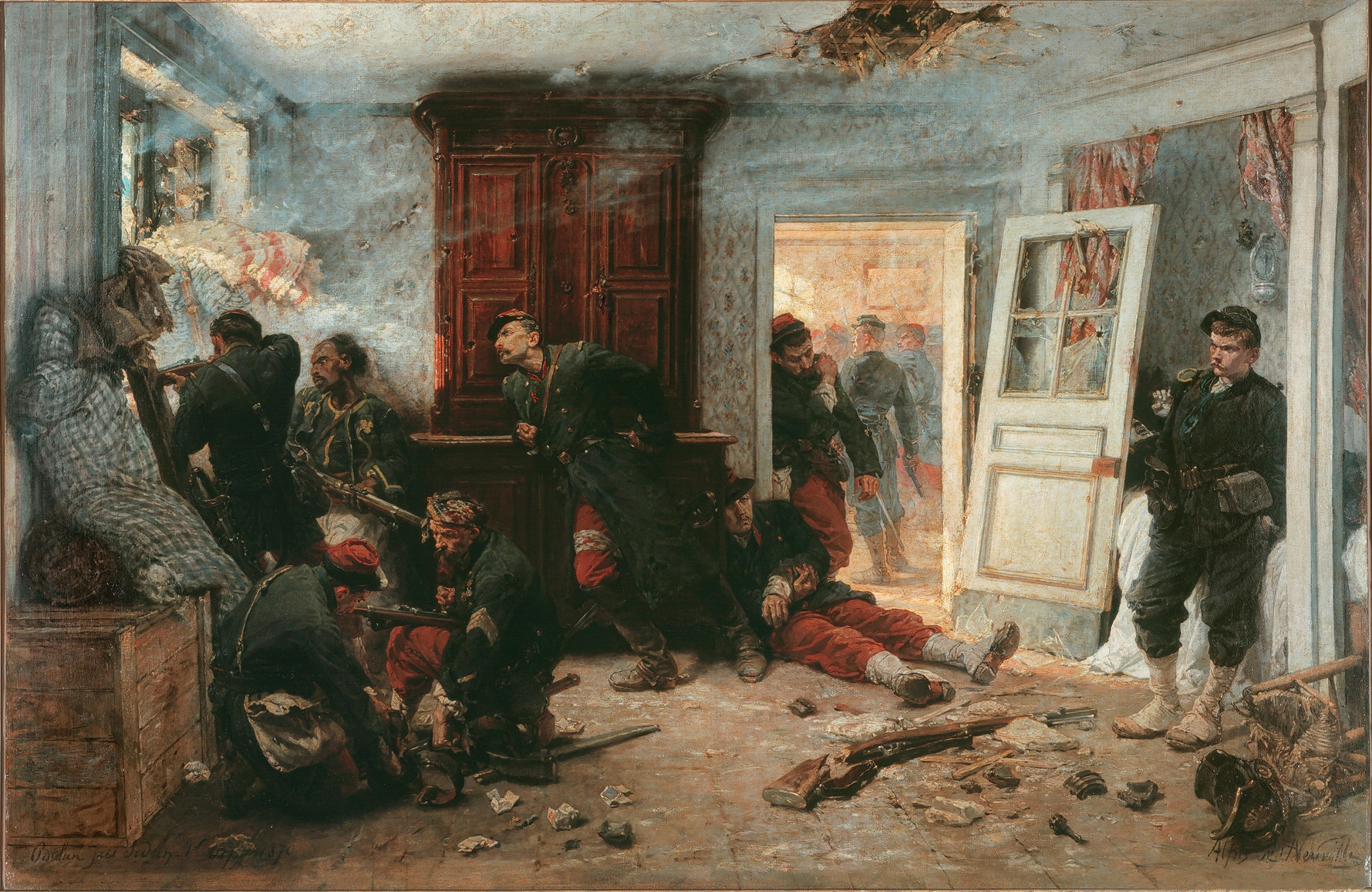
Alphonse de Neuville, Les dernières cartouches (die letzten Patronen)

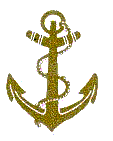
Troupes de marine

Der Kampf um Bazeilles war ein wichtiges Gefecht der Schlacht von Sedan im Deutsch-Französischen Krieg von 1870/71, das am 1. September 1870 ab 4 Uhr begann, als Teile der 1. Bayerischen Division in das französische Ardennen-Dorf Bazeilles südöstlich Sedan einrückten.

## Ablauf
Die bayerische Vorhut hatte am Vortag die Sprengung der Eisenbahnbrücke südlich von Bazeilles verhindert, war aber bei der Verfolgung des Gegners im Ort auf heftigen Widerstand gestoßen. Am Abend hatte sie sich unbehelligt auf den Brückenkopf nördlich der Maas zurückgezogen. In der folgenden Nacht hatte die französische Armee Bazeilles durch Infanterie und Marineinfanterie der „Blauen Division“ sichern lassen, die Befehl hatten, den Ort bis zum letzten Schuss zu verteidigen. Straßen und massive Häuser waren zur Verteidigung ausgebaut.
General Ludwig von der Tann-Rathsamhausen, Kommandeur des I. Königlich Bayerischen Armee-Korps, befahl am Morgen des 1. September gegen 4 Uhr den Angriff auf Bazeilles. Damit handelte er offenbar aus persönlichem Ehrgeiz übereilt, denn Generalstabschef Helmuth von Moltke führte zu diesem Zeitpunkt immer noch Truppen an die Front. Während des Angriffs im schlechten Licht des grauenden Morgens erlitten die bayerischen Einheiten in den Häuserkämpfen in kurzer Zeit hohe Verluste. Die Truppen mussten im Laufe des Vormittags immer weiter verstärkt werden, so dass schon um 9 Uhr die gesamte 1. Division und Teile der 2. Division in Bazeilles im Kampf standen. Auch auf der französischen Seite griffen Verstärkungen vom XII. Korps ein. Um 11 Uhr begannen die Franzosen, sich nach wechselvollen Kämpfen zurückzuziehen oder zu ergeben. Diese Entscheidungen fielen, als der nördlich zwischen Bazeilles und Sedan gelegene Ort Balan nicht länger gegen aus östlicher Richtung angreifende Bayern (formiert vor allem aus Bewohnern des fränkischen Aischtals) und Preußen gehalten werden konnte.
An den Kämpfen in Bazeilles hatten sich bewaffnete Einwohner beteiligt, indem sie aus Kellerverstecken die vorrückenden Soldaten und zurückgehende Verwundete beschossen. Dadurch erbittert, töteten die Bayern viele von ihnen und zündeten die Häuser an, aus denen die Schüsse fielen. Am Mittag stand der ganze Ort in Flammen.

## Verluste
Nach französischen Angaben verlor allein die „Blaue Division“ an diesem Tag 2655 Angehörige. Die Bayerische Armee beklagte bei Sedan den Verlust von 4089 Toten und Verwundeten, darunter waren 213 Offiziere, von denen 106 gefallen waren. Davon entfielen auf die Kämpfe um Bazeilles 64 gefallene Offiziere und etwa eintausend tote Soldaten. In der französischen Propaganda war zunächst von einem Massaker der Bayern an Männern, Frauen und Kindern die Rede. Nach einer amtlichen französischen Untersuchung fanden jedoch 39 Einwohner von Bazeilles den Tod, weitere 150 (10 % der Einwohner) starben an Verletzungen in den Folgemonaten.
Der Kampf um Bazeilles war für die Bayerische Armee besonders verlustreich und galt in der deutschen Öffentlichkeit als Ein blutiger Beitrag zur Bayerischen Waffenehre, ein ehrenvoller Kitt für die Deutsche Einigkeit. Für bedeutende Schlachtenmaler und Illustratoren des späten 19. Jahrhunderts war der Kampf um Bazeilles ein beliebtes Motiv. Michael Zeno Diemer schilderte in einem im Jahre 1896 entstandenen Panorama den Kampf um Bazeilles. Es wurde in einem eigens dafür errichteten Gebäude in Mannheim gezeigt. Auch Anton von Werner erwähnte ihn 1883 in seinem Sedan-Panorama am Alexanderplatz in Berlin. Die Maler Otto von Faber du Faur, Friedrich Bodenmüller, Franz Adam, Carl Röchling, Richard Knötel und der Franzose Alphonse de Neuville schufen heute vergessene Bazeilles-Darstellungen.
Für die französische Marineinfanterie ist die Verteidigung des letzten Hauses an der Straße nach Sedan bis zur letzten Patrone eine identitätsstiftende Tat, die bis heute entsprechend gewürdigt wird.

## TV-Filme
- TV-Film von Hannes Schuler und Jan Lorenzen:
  -  DasErste.de: Die großen Schlachten (SR) 4. 1870 – Entscheidung von Sedan (Memento vom 29. September 2009 im Internet Archive)
  - arte.tv: Die großen Schlachten: 1870 – Die Entscheidung von Sedan
  - Buch zu den Sendungen: Jan N. Lorenzen: 1870 – Sedan ohne Legende, in: Die großen Schlachten. Mythen, Menschen, Schicksale, Campus Verlag, Frankfurt 2006, ISBN 3-593-38122-2. S. 155 ff.